# Porto di Marina di Ragusa
Il porto di Marina di Ragusa occupa un'area di 238.000 m², per una superficie complessiva dello specchio liquido pari a circa 150.000 m², ed è dotato di pontili galleggianti.

## La struttura
È costituito da due aree a diversa destinazione d'uso: una a levante, nella quale vi sono i servizi per i viaggiatori (servizi ristorazione in genere, uffici, ecc…), ed una a ponente, per l'erogazione dei servizi destinati ai natanti (capannone con officina rimessaggio, elisuperficie, attrezzature per il varo e alaggio dei natanti, nonché l'edificio adibito alle attività di controllo del traffico). Vi è, inoltre, un sistema centralizzato con colonnine prepagate per l'erogazione di energia elettrica ed acqua.

## Storia
La progettazione del porto turistico era già stata effettuata a fine anni ottanta, ma la costruzione, rimasta incompiuta, è stata proseguita solo nell'aprile del 2006, grazie ad un'operazione di Finanza di progetto coadiuvata da un finanziamento parziale di 34257000 € di fondi POR dell'Unione europea, per terminare tre anni dopo con un costo totale di 62000000 €. L'inaugurazione è avvenuta la sera del 10 luglio 2009 alla presenza delle Autorità politiche e militari.

## La costruzione
La pavimentazione ed i blocchi utilizzati per la realizzazione delle panchine, sono in Pietra di Comiso. Il progetto illuminotecnico per l'illuminazione dell'area, prevede corpi illuminanti ad illuminazione riflessa, oltre che diretta. Il muro paraonde è illuminato, creando uno scenario riflesso dei corpi illuminanti nell'acqua di mare. L'area adiacente agli edifici del piazzale di levante, nonché la zona di collegamento fra il parcheggio, della capacità di 500 posti auto, e la diga di ponente, sono state provviste rispettivamente di aiuole e di una zona dotata di pavimento erboso con palmizie di 9 metri.